# Grupos Antiterroristas de Liberación
Los Grupos Antiterroristas de Liberación (GAL) fueron agrupaciones parapoliciales que practicaron terrorismo de Estado o «guerra sucia» contra la organización terrorista Euskadi Ta Askatasuna (ETA) y su entorno entre 1983 y 1987, asesinando a un total de 27 personas. Durante el proceso judicial contra esta organización fue probado que estaba financiada por altos funcionarios del Ministerio del Interior del Gobierno socialdemócrata de Felipe González.
Aunque combatían a ETA y «los intereses franceses en Europa», a estos últimos por responsabilizar a Francia de «acoger y permitir actuar a los terroristas en su territorio impunemente», también realizaron acciones indiscriminadas debido a las cuales fallecieron ciudadanos franceses sin adscripción política conocida.
La investigación periodística sobre los GAL se inició en 1987 en el periódico vasco Deia de la mano del reportero Ricardo Arques. Ese mismo año, y ya en Diario 16 y a partir de fuentes oficiales del Ministerio de Interior del propio Gobierno de España, fue el propio Arques quien continuó la investigación junto con otros periodistas como Melchor Miralles y Pepe Rei.[cita requerida] En 1989, a raíz del despido de Pedro J. Ramírez como director de Diario 16 y de la posterior creación de El Mundo, las investigaciones sobre el caso continuaron en este último periódico, dirigido y creado por Pedro J. Ramírez. Estas investigaciones pretendieron exponer a la opinión pública la organización, fuentes de financiación e implicaciones políticas de los GAL.[cita requerida]

## Descripción del caso y su valor periodístico
El periodista Ricardo Arques descubrió la “guerra sucia” utilizada por el Gobierno español presidido por Felipe González entre 1983 y 1987 para combatir el terrorismo de ETA. Se trata de los Grupos Antiterroristas de Liberación, un caso de terrorismo de Estado. El objetivo de los llamados GAL era eliminar ETA y su estructura de apoyo mediante agrupaciones parapoliciales y sus acciones armadas. Aunque decían combatir a la banda terrorista, realizaron acciones indiscriminadas que ocasionaron la muerte de ciudadanos franceses sin adscripción política conocida. De hecho, los GAL responsabilizaban a Francia de “acoger y permitir actuar a los terroristas en su territorio impunemente”.[cita requerida]
Tras la exclusiva en 'Deia', y ante la imposibilidad de continuar la investigación en este diario vasco, Arques la continuó  en 'Diario 16', dirigido por Pedro J. Ramírez. Posteriormente, tras la fundación de El Mundo, dirigido y creado por Ramírez, siguió con las investigaciones, en colaboración con Melchor Miralles, al que Ramírez incorporó al caso. Uno de los hechos más relevantes fue el descubrimiento de un zulo de los GAL en el suroeste de Francia. Este zulo fue el hilo conductor de la investigación, la cual logró abrir sumarios judiciales en España y Francia. La investigación culminó con penas de prisión para miembros del Ministerio del Interior por asesinato, secuestro, asociación ilícita, falsificación documental y/o malversación de fondos públicos. 
La investigación periodística consiguió, por un lado, tener un enorme impacto sobre la sociedad, que hasta entonces desconocía la existencia de los GAL para combatir a ETA. Los periodistas destaparon cómo existía una organización estructurada, financiada y dirigida por el ejecutivo de Felipe González que llevó a cabo asesinatos, secuestros, torturas y malversación de dinero público. Por otro lado, el caso ha tenido consecuencias políticas y judiciales. La labor periodística permitió conocer la historia, ponerla en el debate político y llevarla a los tribunales, donde los jueces investigaron y acusaron a miembros del Ministerio del Interior con, en algunos casos, penas de prisión de más de cien años. Todo ello demuestra tanto la relevancia del caso como el impacto que finalmente tuvo.

## Antecedentes
Durante la dictadura de Franco y la Transición Española, con los gobiernos de Unión de Centro Democrático existieron diversas organizaciones que utilizaron prácticas terroristas para enfrentarse a ETA, como la Triple A, el Batallón Vasco Español (BVE), los Comandos Antimarxistas, los Grupos Armados españoles y Antiterrorismo ETA (ATE). Algunos actuaban por libre, simplemente tolerados, mientras que otros tenían apoyos por parte de altas instancias del gobierno. También existían grupos que actuaban supuestamente integrando a algunos miembros del aparato de Cuerpos y Fuerzas de Seguridad de entonces que coordinaban las acciones y aleccionaban en las tácticas y el manejo de armas, funcionando como auténticos comandos antiterroristas de gran movilidad con colaboración de grupos armados internacionales (OAS, Triple A, ...).
Durante la década previa a la independencia de Guinea Ecuatorial, especialmente tras la aprobación del Régimen Autónomo, se incrementaron las posturas nacionalistas en el territorio siendo éstas duramente reprimidas por las autoridades españolas. Destacan las desapariciones de Acacio Mañé, Enrique Nvo o Salvador Ndong. En ese periodo en el que la seguridad del territorio estaba encomendada a la Guardia Territorial, con destacados guardias civiles (como el joven teniente Enrique Rodríguez Galindo) que más tarde integraron el denominado GAL verde, resulta inevitable establecer un vínculo entre la represión al independentismo ecuatoguineano y el que se desarrolló en décadas posteriores de forma organizada.
El caso del atentado contra Antonio Cubillo, dirigente del MPAIAC (grupo terrorista independentista de las islas Canarias) en 1978, ha imputado a agentes con el apoyo directo del Ministerio del Interior español, o el del secuestro, tortura y simulación de ejecución del director del semanario Doblón, José Antonio Martínez Soler en marzo de 1976 tras la publicación de un artículo denunciando la purga de mandos moderados de la Guardia Civil, causaron gran impacto en la opinión pública española e internacional por su implicación con fuerzas relacionadas con el aparato de represión del Estado.
Los numerosos atentados de ETA incitaron a algunos periódicos a solicitar acciones de "guerra sucia" contra ETA o aplaudirlos cuando se habían cometido.

## Actuaciones
Los GAL estuvieron activos de 1983 a 1987 siendo responsables de veintisiete asesinatos. Actuaron principalmente en el País Vasco francés, aunque también llevaron a cabo secuestros, torturas y delitos económicos en algunas zonas de España. Sus atentados se dirigían contra militantes y simpatizantes de ETA.
El secuestro y posterior asesinato de José Antonio Lasa y José Ignacio Zabala en octubre de 1983 y el secuestro de Segundo Marey poco tiempo después marcaron el inicio de la actividad de los GAL.

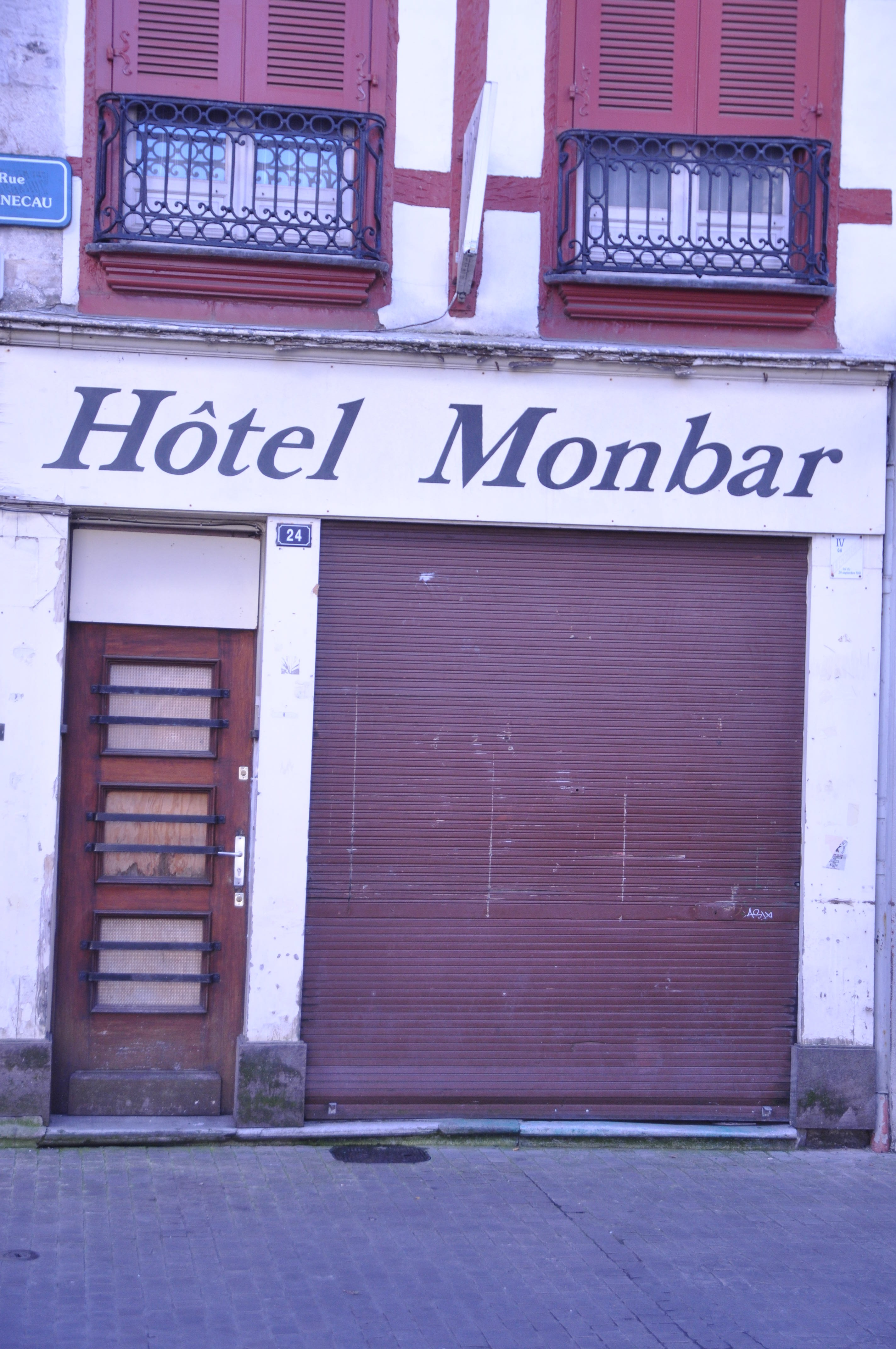
Fachada del Hotel Monbar de Bayona, donde se perpetró el atentado en el fueron asesinados cuatro sospechosos con vínculos con ETA en 1985.

De todos los atentados perpetrados por los GAL durante los años ochenta, el más sangriento fue el ocurrido en el bar Monbar de Bayona en 1985, en el que murieron tiroteados cuatro militantes de ETA y un ciudadano francés resultó herido. Otra acción fue el asesinato de Mikel Goikoetxea Elorriaga "Txapela", uno de los más importantes miembros que ha tenido la banda.

## Investigaciones y juicios

### El caso Marey
En diciembre de 1983 Segundo Marey, ciudadano hispano-francés, fue confundido con un cabecilla de ETA y secuestrado por los GAL en la localidad francesa de Hendaya. Una hora después del secuestro fue detenido como sospechoso Pedro Sánchez, antiguo cabo de la Legión francesa. Marey fue liberado diez días después en territorio francés, a tres kilómetros del paso fronterizo de Dancharinea (Navarra).
El 4 de diciembre de 1987, Talbi Mohand y Jean-Pierre Echalier fueron juzgados y condenados a 12 y 8 años de prisión respectivamente por su secuestro. Sánchez había muerto en prisión, según Talbi envenenado. El miembro del GAL aseguró que habían entregado a Marey a policías españoles en Dancharinea, después de haber llamado a dos "teléfonos para urgencias" al conocer la detención de Sánchez. Uno de los teléfonos correspondía al Gobierno militar de Vizcaya y el otro a la jefatura superior de policía.

### El juicio de Amedo y Domínguez
En enero de 1988 la Sala de lo Penal de la Audiencia Nacional encontró indicios delictivos en la actuación del subcomisario José Amedo, quien había sido implicado en los asesinatos del GAL en un juicio celebrado en Lisboa por unos mercenarios portugueses que aseguraban haber sido contratados por el subcomisario para atentar contra etarras en el sur de Francia. El juez de la Audiencia Nacional Baltasar Garzón se hizo cargo de las investigaciones, descubriendo según un informe del Ministerio de Interior que los viajes de Amedo a Portugal en 1986 fueron de carácter oficial y pagados con fondos reservados del Estado. En julio del mismo año Garzón dictó prisión incondicional para Amedo y el inspector Michel Domínguez como presuntos organizadores de los GAL, quienes fueron procesados en junio de 1991 por la Audiencia Nacional y condenados el 20 de septiembre del mismo año a 17 años, 4 meses y 1 día de prisión por cada uno de los seis asesinatos frustrados en los que participaron como autores por inducción, cinco de ellos en el atentado al bar "Batxoki", de Bayona (Francia) y el sexto en el bar "La Consolation", de San Juan de Luz. También recibieron penas menores por los delitos de asociación ilícita y de falsedad de documentos de identidad. El tribunal prefirió la tipificación del delito de asociación ilícita al de integración en la banda terrorista, lo que coincidía con la tesis del Ministerio del Interior que contemplaba los GAL como "grupos de delincuentes inconexos entre sí" y no como terroristas. El fallo indicaba que no fue posible determinar la estructura interna, la escala jerárquica ni las fuentes de financiación de los GAL, con lo que quedaba en suspenso la identidad de los jefes superiores de los dos agentes en esta trama.
El abogado defensor de los policías consideró que el tribunal había vulnerado «de manera clara y rotunda el principio de presunción de inocencia». Por otro lado, el abogado de la acción popular presentada por la Asociación contra la Tortura criticó la sentencia, especialmente el rechazo del tribunal a condenar a los acusados por integración en banda terrorista. «Que la sentencia sostenga que Amedo y Domínguez defendían la estabilidad del sistema, aunque por métodos jurídicamente repudiables, significa negar la posibilidad del terrorismo del Estado.»

### Reapertura del caso Marey
El juez Baltasar Garzón, que en julio de 1993 reabrió el expediente sobre el secuestro de Segundo Marey para evitar que prescribiera, indagaba en los escándalos destapados sobre el desvío de fondos reservados en la investigación sobre el exjefe de la Guardia Civil, Luis Roldán, por si hubiera alguna referencia a Amedo, Rodríguez y los GAL. Su investigación de los fondos reservados había sido impedida desde la etapa de José Barrionuevo como Ministro de Interior, época en que Felipe González, presidente del gobierno, declaraba: «Ni hay pruebas ni las habrá». Frente a la negativa de Interior, Garzón obtuvo el apoyo que solicitó del Consejo General del Poder Judicial.
Julián Sancristóbal, gobernador civil de Vizcaya durante el secuestro de Segundo Marey, fue encarcelado en diciembre de 1994 acusado de asesinato frustrado, detención ilegal y malversación de fondos públicos, tres días después de que Amedo y Domínguez aportaran al juez Garzón información sobre aquel hecho. También fueron detenidos Francisco Álvarez, Miguel Planchuelo, y Julio Hierro, jefes directos de Amedo y Domínguez durante la época de los atentados de los GAL, y Francisco Saiz Oceja, jefe de la Brigada de la Policía Judicial de Bilbao. Los partidos políticos manifestaron su preocupación por las repercusiones políticas de la reapertura del caso GAL. Rodrigo Rato, portavoz del PP en el parlamento, declaró: «No estamos ante un tema judicial y penal sino ante un tema político muy serio que puede afectar a instituciones muy importantes de nuestro sistema. Parece imprescindible que el Gobierno dé explicaciones al Congreso sin que sea obligado por la oposición». José Luis Galán, abogado de la acusación popular del caso GAL vinculaba la detención de Sancristóbal con la financiación de los GAL con cargo a los fondos reservados «Nosotros siempre hemos tenido la firme y vehemente sospecha de que Sancristóbal estaba muy cerca no sólo de la financiación, sino de la organización de los GAL». El exministro de Interior José Barrionuevo expresó un rotundo apoyo a los detenidos: «Todas estas personas, mientras yo fui ministro del Interior, tuvieron un comportamiento excelente, leal y meritorio para este país, y yo estoy con ellos y seguiré estando».
En febrero de 1995 Amedo declaraba en una entrevista en Tele 5 que Sancristóbal acabaría por derrumbarse, y que revelaría todo lo que sabía sobre el GAL. Según decía el ex subcomisario, Sancristóbal le había dicho: «Si van a por mí, hundiré al presidente». El Partido Popular solicitaba que el fiscal general del Estado informara sobre los GAL ante la comisión de Justicia e Interior. El 17 de febrero el juez Garzón decretó el ingreso en prisión incondicional comunicada y sin fianza de Rafael Vera, número dos de Interior y responsable de la lucha antiterrorista durante nueve años con los ministros José Barrionuevo y José Luis Corcuera, inculpado por malversación y evasión de capitales, por la presunta entrega de 200 millones de pesetas a las mujeres de Amedo y Domínguez y por el encubrimiento y financiación (con un millón de francos franceses, obtenidos de los fondos reservados) del secuestro de Segundo Marey en 1983. Mientras el Gobierno manifestaba «perplejidad y dolor» por el encarcelamiento de Vera, el líder de la oposición, José María Aznar, declaraba que «El Gobierno y su presidente tienen ahora ante la opinión pública mucha más responsabilidad política que antes». También ingresó en prisión Ricardo García Damborenea, exsecretario regional de los socialistas vizcaínos, en ese momento próximo al Partido Popular, acusado de detención ilegal y tentativa de asesinato por su presunta implicación en el secuestro de Marey.

### El caso Amedo
El 20 de febrero, la sección tercera de lo Penal de la Audiencia Nacional acordó la reapertura del sumario principal de los GAL, conocido popularmente como caso "Amedo", sin limitar las posibilidades de investigación, y remitirlo al juez Baltasar Garzón. En sus razonamientos jurídicos la Sala decía textualmente que se reabría el caso con el fin de que «el instructor practique las diligencias que estime oportunas, ante la aparición de nuevos elementos de investigación» y recordando que el fiscal general del Estado había apuntado la «evidente conexidad de los hechos aparecidos en el sumario 17/89 (secuestro de Segundo Marey) con los instruidos en el 1/88 (caso Amedo)». Desde el Ministerio de Interior se recomendaba dejar trabajar a los jueces, pero se otorgaba poca credibilidad a las declaraciones de Amedo.
El juez Baltasar Garzón ordenó en marzo de 1995 el ingreso en prisión del exjefe superior de Policía de Bilbao Miguel Planchuelo, acusado de los mismos seis asesinatos frustrados por los que fueron condenados Amedo y Rodríguez, por haber organizado y financiado los atentados de los GAL contra los bares «Batzoki» y «La Consolation», a lo que se añadía el delito continuado de malversación de fondos reservados. El exjefe del mando antiterrorista Francisco Álvarez quedaba en libertad por falta de pruebas. En mayo Amedo le entregó al juez Garzón una cinta con 20 minutos de una conversación con Sancristóbal que había grabado en secreto, en la que presumiblemente se daba a entender que Felipe González, así como Ricardo García Damborenea y los gobernadores civiles en el País Vasco estaban al tanto de los GAL.
En julio de 1995 una resolución de la Sección Primera de lo penal de la Audiencia Nacional confirma el auto de procesamiento de Rafael Vera, quien sale en libertad bajo fianza, bajo la consideración de que la alarma social por el caso había descendido. Miguel Planchuelo, exjefe superior de Policía de Bilbao, realizó una declaración ante Garzón en la que implicaba al exministro Barrionuevo en el secuestro de Marey y en las actividades de los GAL, quien al mantener su condición de aforado al entrar en la lista de miembros de la Diputación Permanente del Congreso sólo podía ser procesado por el Tribunal Supremo, siendo necesaria la autorización previa de la Cámara. El 19 de julio Francisco Álvarez, exjefe del Gabinete de Operaciones Especiales del Ministerio del Interior explicó al juez Garzón en privado la estructura de los GAL. Mencionó la existencia de cuatro GAL: el GAL verde, de la Guardia Civil; el azul, de la Policía; el marrón, del Cesid y el GAL francés, y explicó que la estructura de mando de los GAL y la de la lucha antiterrorista estaba relacionada. Al día siguiente García Damborenea declaró ante Garzón autoinculpándose en el secuestro de Segundo Marey. También implicó a Felipe González y otros altos dirigentes socialistas, a quienes acusaba de tener pleno conocimiento de las acciones de los GAL. Según García Damborenea, él mismo había hablado en varias ocasiones con González sobre la guerra sucia contra ETA. Felipe González negó todas las acusaciones de Damborenea, considerando que era una estrategia que buscaba implicar hasta el más alto nivel buscando una ley de punto final para el GAL, lo que calificó de «disparate». El 21 de julio el PSOE confirmó que González no quería volver a ser candidato a la presidencia, y anunció que su sucesor sería elegido en un comité nacional extraordinario que se celebraría en septiembre. Una semana después, el juez Garzón remitió a la Sala Segunda del Tribunal Supremo el sumario de los GAL, diciendo haber encontrado indicios delictivos en las actuaciones del presidente del Gobierno, Felipe González; los exministros Narcís Serra y José Barrionuevo, y el diputado socialista Txiki Benegas, basándose en el testimonio de García Damborenea.

### El caso GAL
En septiembre de 1995 la Sala Segunda del Supremo concedió la dedicación exclusiva para instruir el caso GAL al magistrado Eduardo Moner, quien decidió comprobar las imputaciones realizadas contra los cuatro aforados, especialmente contra Barrionuevo, antes de decidir sobre la solicitud de suplicatorio al Congreso para que autorizara la declaración de Barrionuevo como imputado. La Junta de Fiscales del Tribunal Supremo aseguraba en su informe que las imputaciones de García Damborenea contra el presidente del Gobierno no reunían «las condiciones de verosimilitud y fundamentación mínimamente precisas» para solicitar un suplicatorio en su contra. Sin embargo, las imputaciones de cuatro de los procesados contra Barrionuevo eran «precisas, reiteradas y concordantes». El 23 de noviembre de 1995 el Congreso aprobó por 204 votos a favor, 122 en contra y 10 abstenciones la autorización para que el Tribunal Supremo pudiera llamarle a comparecer como imputado en el caso GAL.
En agosto de 1996 el gobierno de José María Aznar negó a los jueces los papeles del Cesid que reclamaban para continuar la investigación de los distintos casos vinculados a los GAL argumentando que afectaban a la seguridad del Estado, postura contraria a la que defendía el Partido Popular desde la oposición, cuando acusaban al gobierno de González de escudarse en la seguridad del Estado para salvaguardar la propia. En marzo de 1997 la Sala Tercera del Tribunal Supremo, tras analizar los informes del Cesid, decidió desclasificar algunos de ellos, decisión recibida con satisfacción por los partidos políticos y otras fuerzas sociales, aunque se señaló que los documentos desclasificados ya eran conocidos. El gobierno de Aznar comunicó que acataría las decisiones que tomara el Tribunal Supremo.

## Consecuencias políticas
La primera consecuencia política que se produjo fue el final del santuario francés de ETA. Los atentados, que no sólo afectaron a terroristas sino también a inocentes ciudadanos franceses, crearon una situación de miedo en el sur de Francia, que llevó a que sectores de la población, fundamentalmente ligados a la potente industria turística local, presionaran a París para acabar con la impunidad de la que gozaban los terroristas. Así a lo largo de 1984 aumentará la presión de la Policía francesa sobre estos, cuando se empiezan a realizar detenciones en virtud de las solicitudes realizadas por las autoridades españolas a Interpol e iniciando procedimientos de extradición. El 24 de agosto de ese año, la justicia francesa concedió las primeras cinco extradiciones, que el Gobierno francés redujo a las de José Carlos García Ramírez, José Manuel Martínez Beiztegui y Francisco Javier Lujambio Galdeano. Tras un parón, coincidiendo con el fin de los atentados de los GAL contra miembros de ETA en 1986 este procedimiento ya se convertirá en algo habitual. Otra línea de actuación fueron las deportaciones de significados miembros de la banda a terceros países y que se inician también en 1984 y además se intensificaron las prohibiciones de residencia de los departamentos fronterizos, así como su control efectivo, que hasta aquel momento había sido muy laxo.[cita requerida]
Finalmente, desde julio de 1986, tras la masacre de la plaza de la República Dominicana en Madrid se aplicaron las expulsiones hacia España en virtud del procedimiento de urgencia absoluta. Este mecanismo puso en la frontera hasta diciembre a un total de 26 refugiados, aplicando un decreto de 1945 que permitía la expulsión inmediata de cualquier extranjero que constituyera una amenaza para el orden público. Esta relación directa entre poner fuera de la circulación a los matones del GAL y que Francia no fuera santuario del terrorismo, fue expuesta con franqueza en la primavera de 1986 por el nuevo ministro del Interior Charles Pasqua.
Tras los GAL nunca volvió a ser igual la situación de los refugiados ligados a ETA en el sur de Francia. Paddy Woodworth lo resumió perfectamente: si el motivo de su creación fue acabar con el santuario francés, los organizadores lo habían logrado pero si su objetivo había sido acabar con ETA fracasó estrepitosamente. No disminuyeron las víctimas y no perdió un ápice del apoyo político en el País Vasco, sino que fue a más gracias al penoso espectáculo que había dado la incipiente democracia española.
Independientemente de esos dos factores, los datos que se fueron conociendo sobre la forma en que se organizaron y financiaron estos grupos tuvieron efecto búmeran contra el gobierno socialista español, en especial a partir de 1994.
Así la especulación en torno al grado de conocimiento y participación del gobierno en las actuaciones ilegales del GAL jugaron un factor determinante en la derrota del PSOE durante las elecciones generales españolas (1996), tras las que González renunció al liderazgo del partido.[cita requerida] El propio González ha sido acusado de estar tras la misteriosa figura del "Sr. X" (nombre con el que se refieren los medios de comunicación al hipotético dirigente del entramado GAL, cuya identidad real no ha trascendido), toda vez que el entonces Presidente del Gobierno declarase, en relación con los GAL, que "me enteré por la prensa". El PSOE siempre ha negado toda responsabilidad respecto a los GAL[cita requerida] y González nunca ha sido acusado formalmente ante un tribunal por estos hechos. Sin embargo, durante su administración, González no permitió la investigación completa de los fondos reservados con los que se había financiado a los GAL.
El senado constituyó una comisión de investigación que no llegó a aprobar un informe final de conclusiones, pero aclaró la participación de fondos y cargos públicos que después establecieron los jueces.
Durante el gobierno de José María Aznar, los antiguos cargos socialistas encabezados por Felipe González reclamaron la liberación de Rafael Vera y de José Barrionuevo condenados por el Caso Marey. El gobierno de Aznar concedió el indulto parcial a Barrionuevo y Vera el año 1998.
Tras la investidura del gobierno de José Luis Rodríguez Zapatero en 2004, que supuso la vuelta al poder del PSOE, nuevamente diferentes dirigentes socialistas, con Felipe González al frente, reclamaron el indulto total para Rafael Vera y otros condenados, aunque sin éxito. Coincidiendo con el regreso del PSOE, en el mes de septiembre fue puesto en libertad el último preso importante ligado a estos grupos, el general Enrique Rodríguez Galindo aduciendo enfermedad.
En enero de 2010, el Tribunal Europeo de Derechos Humanos rechazó un recurso de Rafael Vera por posible violación de la presunción de inocencia y falta de imparcialidad en la fase de instrucción.
En 2016, en una entrevista Felipe González declaró que Nunca hemos tenido peor resultado en el País Vasco pese a las cosas que hicimos.... Estas palabras suscitaron polémica por parte de quienes las interpretaron como una referencia a los GAL.

## Orden cronológico de atentados
En sus cuatro años de historia, los GAL cometieron más de treinta acciones terroristas, matando e hiriendo a cerca de sesenta personas. Entre sus métodos habituales estaban la colocación de bombas en los coches, tiros en la nuca y ametrallamiento en los bares donde supuestamente se encontraban los etarras. Varias de sus víctimas no tenían ninguna relación aparente con ETA. En algunos de esos casos, los GAL reconocieron haber equivocado su objetivo o pidieron disculpas.
- 16 de octubre de 1983: secuestro y torturas de miembros de ETA José Lasa Arostegui "Joxean" y José Ignacio Zabala "Joxi" en Bayona (Francia). Fueron trasladados al cuartel de Inchaurrondo y después al Palacio de La Cumbre donde fueron torturados.  Posteriormente fueron asesinados de un tiro en la cabeza y enterrados en Busot (Alicante). Los cuerpos aparecieron en enero de 1985 pero no fueron identificados hasta 1995 a raíz de las investigaciones realizadas por el comisario Jesús García, que falleció precisamente durante la celebración del juicio en 1996. En dicho juicio resultó condenado, entre otros, el general de la Guardia Civil Enrique Rodríguez Galindo.
- 18 de octubre de 1983: intento de secuestro en Bayona por parte de cuatro policías españoles del dirigente etarra José Mari Larretxea Goñi. Los cuatro agentes fueron detenidos in fraganti por gendarmes franceses.[66]
- 4 de diciembre de 1983: secuestro de Segundo Marey en Hendaya, al confundirlo con Mikel Lujúa (presunto miembro de ETA), por parte de mercenarios franceses contratados por la policía española. Se exigió a Francia la liberación de los policías españoles detenidos en octubre. Los agentes fueron puestos en libertad el 8 de diciembre, y Marey el día 13.
- 19 de diciembre de 1983: asesinato por disparos del militante de ETA Ramón Oñaederra Vergara "Kattu" en el bar Kayetenia de Bayona.
- 29 de diciembre de 1983: asesinato por parte de un francotirador del GAL del dirigente etarra Mikel Goikoetxea "Txapela", cuando estaba abriendo la puerta del coche en Bayona. Muere a los pocos días en Burdeos.
- 8 de febrero de 1984: ametrallamiento y asesinato de dos miembros de ETA, Vicente Perurena Telletxea y Ángel Gurmindo Lizarraga "Stein" en Hendaya.
- 25 de febrero de 1984: asesinato por medio de un disparo de un francotirador del miembro de ETA Eugenio Gutiérrez Salazar "Tigre" en Idaux-Mendy.[67]
- 1 de marzo de 1984: asesinato por un disparo al corazón del trabajador ferroviario Jean Pierre Leiba en Hendaya, sin ninguna relación con ETA. Un autodenominado portavoz declinó cualquier responsabilidad del GAL en el asesinato, y negó que los cuatro detenidos en Irún acusados del asesinato fueran miembros del mismo.[68]
- 23 de marzo de 1984: asesinato de Javier Pérez Arenaza y Sogorb, miembro de Herri Batasuna y cuñado de "Txomin" Iturbe, en una gasolinera de Biarritz.
- 3 de mayo de 1984: asesinato por disparos del miembro de ETA Rafael Goikoetxea. Resulta herido su compañero Jesús Zugarramurdi "Kixkur", supuesto dirigente de ETA, en Saint-Étienne-de-Baïgorry.
- 26 de mayo de 1984: secuestro, apaleamiento, malos tratos y posterior liberación de dos miembros de los comités antinucleares Xavier Lorenzo y Endica Lorenzo en Algorta. El GAL reconoce que el segundo fue un error.
- 15 de junio de 1984: asesinato por medio de una moto bomba del dirigente de ETA Tomás Pérez Revilla y su compañero Ramón Orbe, en Biarritz. El primero muere a los pocos días y el segundo resulta herido.
- 10 de julio de 1984: atentado en el Bar Consolation de San Juan de Luz (Francia) por medio de un artefacto explosivo. Resultan heridos tres vascos vinculados a ETA,[69] José Oliva Gallastegui, Bonifacio García y Juan Jaúregui Aurria.
- 18 de noviembre de 1984: asesinato por disparos desde una moto del bailarín Christian Olaskoaga en Biriatou. No tenía ninguna relación con ETA ni con su entorno. El hermano de Christian, Claude, resulta herido. El GAL reconoció posteriormente el error.
- 20 de noviembre de 1984: asesinato por disparos del concejal y dirigente de HASI Santiago Brouard, miembro de la Mesa Nacional de HB, en su propia consulta médica localizada en Bilbao.[66][70]
- 11 de diciembre de 1984: herido por una bomba Juan José Iradier en Hendaya.
- Diciembre de 1984: bomba en el coche de Ramón López Abetxuko, responsable de seguridad de ETA.
- 1 de febrero de 1985: herido por disparos el dirigente de Herri Taldeak, Xabier Manterola.
- 5 de febrero de 1985: herido por un coche bomba Christian Casteigts en Bayona. Sin relación aparente con ETA ni con su entorno.[66]
- 4 de marzo de 1985: son ametrallados en el bar "Lagunak"  Josu Amantes y Ángel Zabaleta, ambos heridos.
- 26 de marzo de 1985: herido de gravedad por disparos el miembro de ETA Ramón Basáñez Jauregui en Ciboure.
- 29 de marzo de 1985: ametrallamiento contra el Bar "Les Pyreneés" en Bayona. Es fatalmente herido Benoit Pecasteing y son heridos Jean Marc Mutio y Pedro José Pikabea, presunto miembro de ETA. Detenido in fraganti Pierre Baldés.
- 30 de marzo de 1985: asesinato por disparos del fotógrafo del diario Egin Xabier Galdeano en San Juan de Luz.
- 14 de junio de 1985: ametrallamiento al bar "Trinkete" en Ciboure. Son muertos Emile Weiss y Claude Doer. No tenían ninguna relación con ETA ni con su entorno.
- 26 de junio de 1985: asesinato por disparos en Bayona del miembro de ETA Santos Blanco González "Aitite".
- 8 de julio de 1985: herido el vasco Juan Carlos Lezertua en Ciboure.
- 16 de julio de 1985: bomba en el coche de Fernando Eguilior en Anglet.[66]
- 2 de agosto de 1985: asesinato del miembro de ETA Juan Manuel Otegui Elizegui "Txato" en San Juan Pie de Puerto.
- 31 de agosto de 1985: herido por disparos en San Juan de Luz Dominique Labeyrie. No tenía ninguna relación con ETA ni con su entorno. El GAL reconoció el error.
- 4 de septiembre de 1985: atentado contra el militante de ETA José Arraztoaga en San Juan Pie de Puerto.
- 25 de septiembre de 1985: ametrallamiento al bar "Monbar" en Bayona. Son asesinados los miembros de ETA José Mari Etxaniz Maiztegi "Potros", Iñaki Asteasuinzarra Pagla, Agustín Irazustabarrena Urruzola "Legra" y Sabin Etxaide Ibarguren "Eskumotza" y herido Jean Iriarte. Fueron acusados Lucien Mattei y Pierre Frugoli. Este hecho inspiraría posteriormente la canción Hotel Monbar del grupo de rock Kortatu.
- 4 de diciembre de 1985: sale ileso de un intento de asesinato Fernando Biurrun en Heleta.[66]
- 6 de diciembre de 1985: intento de atentado contra la asociación Argilo en Hendaya.[cita requerida]
- 24 de diciembre de 1985: herido gravemente en Biarritz Robert Caplanne, muerto el 3 de enero a causa de sus heridas. No tenía ninguna relación con ETA ni con su entorno. Acusados 5 miembros de la ultraderecha CEDADE e Ismael Miquel Gutiérrez.
- 8 de febrero de 1986: ametrallamiento al bar "Batxoki". Heridos: Frédéric Haramboure (miembro de ETA que en 1987 participó en el atentado contra la casa cuartel de Zaragoza),[71] José Cau, Juan Luis Zabaleta Elósegui, Carmen Otegui, Nagore Otegui y Ainitze Zabaleta. Acusados José Paulo Figueiredo Fontes (detenido), Rogerio Carvalho da Silva y Antonio Ferreira.[72][cita requerida]
- 17 de febrero de 1986: asesinato por disparos de Christophe Matxikote y Catherine Brion. No tenían ninguna relación con ETA ni su entorno.[73][66]
- 24 de julio de 1987: asesinato por medio de bomba lapa colocada en su vehículo de Juan Carlos García Goena. Aunque el atentado no fue reivindicado los detenidos acusaron al GAL de haberlo ordenado. El asesinado no tenía ninguna relación con ETA ni con su entorno.[66]

Posteriormente a esa fecha (que comúnmente es aceptada como el fin "oficial" de los GAL), se siguieron produciendo esporádicos actos de guerra sucia:
- 20 de septiembre de 1989: asesinato en Rentería (Guipúzcoa) del cartero eventual José Antonio Cardosa Morales por medio de una carta bomba dirigida al vecino de HB Alfonso Salazar Uriarte (José Antonio Cardosa es considerado víctima del GAL [sic] para Covite).[74]

## Condenas
Los condenados por el Tribunal Supremo en el "Caso Marey" fueron:
- José Barrionuevo, ministro de Interior, por secuestro y malversación de caudales públicos, a 10 años de prisión y 12 de inhabilitación absoluta.
- Rafael Vera, secretario de Estado para la Seguridad, por secuestro y malversación de caudales públicos, a 10 años de prisión y 12 de inhabilitación absoluta.
- Ricardo García Damborenea, secretario general del PSOE en Vizcaya, por secuestro, a 7 años de prisión y 7 de inhabilitación.
- Francisco Álvarez, jefe de la Lucha Antiterrorista, por secuestro y malversación de caudales públicos, a 9 años y seis meses de prisión y 11 de inhabilitación.
- Miguel Planchuelo, jefe de la Brigada de Información de Bilbao, por secuestro y malversación de caudales públicos, a 9 años y seis meses de prisión.
- José Amedo, subcomisario de la policía, por secuestro y malversación de caudales públicos, a 9 años y seis meses de prisión.
- Julián Sancristóbal, Gobernador civil de Vizcaya, por secuestro y malversación de caudales públicos, a 10 años de prisión y 12 de inhabilitación absoluta.
- Michel Domínguez, policía, por cómplice del delito de secuestro, a 2 años, cuatro meses y un día de prisión, y a inhabilitación por el mismo tiempo.
- Enrique Rodríguez Galindo, general de la Guardia Civil, por detención ilegal y asesinato de Lasa y Zabala, a 75 años de prisión y a inhabilitación.[75],[76]
- Ángel Vaquero, ex teniente coronel de la Guardia civil, por detención ilegal y asesinato de Lasa y Zabala, a 69 años de prisión y a inhabilitación.[75]
- Julen Elgorriaga, exgobernador civil de Guipúzcoa, por detención ilegal y asesinato de Lasa y Zabala, a 71 años de prisión y a inhabilitación.[75]

## Actitudes
Los GAL han sido un tema polémico durante mucho tiempo. Antes de su creación y durante sus años de actuaciones, algunos periódicos (tales como ABC y Diario 16) solicitaron actuaciones de "guerra sucia" contra ETA o elogiaron dichas actuaciones. El exgeneral Rodríguez Galindo dijo en su libro Mi Vida contra ETA que Pedro J. Ramírez (entonces director de Diario 16) alentó en artículos y editoriales la idea de crear el GAL.
Juan María Bandrés, exdiputado de Euskadiko Ezkerra, se quejó de la pasividad de los partidos en relación con el GAL: «Yo me sentía muy solo denunciando los crímenes de los GAL en el Congreso. En aquel tiempo, todos los partidos miraban a otro lado. Por eso, me parece un poco hipócrita que actúen ahora como fiscales quienes, si no aplaudían, se cruzaban de acera para no encarar el problema».
También se ha alegado que en países del entorno europeo ha habido casos como el de los GAL.
En 1984 el empresario vizcaíno Luis Olarra declaró a la agencia Efe: «Los atentados de los GAL son una réplica, yo creo que todavía suave, al terrorismo». «Solamente se puede combatir de forma eficaz el terrorismo con sus mismas armas y métodos, todo lo demás son pamplinas».
En 1995, el teniente general José Antonio Sáenz de Santa María (que posteriormente estaría imputado por uno de los atentados del GAL aunque fue exculpado) hizo unas declaraciones ambiguas al periódico El País en relación con la "guerra sucia" en la que, entre otras cosas dijo: «Le responderé con una máxima: En la lucha contraterrorista, hay cosas que no se deben hacer. Si se hacen, no se deben decir. Si se dicen, hay que negarlas. Creo que he contestado.» «Me parece obscena, claramente [la actitud de la derecha ante el caso GAL]. Porque es un aprovechamiento oportunista de una situación de Estado que tendría que ser motivo de pacto constitucional.» «Se puede actuar con la legalidad contra el terrorismo, pero en el filo de la legalidad. Unas veces, un poco por el borde de dentro y otras veces, un poco por el borde de fuera.»
En 1995 el filósofo José Luis Aranguren dijo que la guerra sucia contra ETA fue "un ejercicio de legítima defensa colectivo". Más adelante, aseguró que sus palabras habían sido mal interpretadas y pidió disculpas por si se había expresado con torpeza.
Más adelante, algunas personas han señalado la incoherencia de justificar o aplaudir el asesinato de Osama Bin Laden y condenar el GAL. En relación con la muerte de Osama bin Laden, el entonces magistrado Baltasar Garzón dijo que «Su muerte no está justificada desde el punto de vista del Derecho Internacional». En este asunto, Garzón puso como ejemplo los GAL. «Si esto hubiera sucedido en España, se habría abierto procedimiento a quien hubiera dado la orden y exigido responsabilidades», manifestó.